# Marco Boaventura
Marco César Miranda Boaventura (San Paolo, 3 maggio 1991) è un giocatore di calcio a 5 brasiliano naturalizzato italiano.

## Carriera

### Club
Giunto nel campionato italiano dopo una breve esperienza in quello francese, gioca la sua prima stagione nell'Aosta in Serie B con cui vince immediatamente il campionato, guadagnando la promozione in Serie A2. Durante questa stagione è utilizzato anche nella formazione Under 21 con cui raggiunge la semifinale di Coppa Italia. La stagione seguente gioca stabilmente in prima squadra, finché il 18 dicembre viene acquistato dall'Asti per rinforzare la propria Under 21.
La formazione guidata dall'argentino Hernán Patanè vince la Coppa Italia, imponendosi in finale sui detentori del Kaos Futsal. In questa stagione avviene anche il debutto in Serie A, raccogliendo 3 presenze e una rete con la prima squadra. Per trovare maggiore spazio in Serie A, nel luglio 2013 viene ceduto in prestito al Kaos Futsal ma un infortunio al crociato, la conseguente riabilitazione e una nuova ricaduta lo tengono lontano dal terreno di gioco per buona parte della stagione. La stagione seguente si trasferisce con la medesima formula alla Carlisport Cogianco in Serie A2.

### Nazionale
In possesso della doppia cittadinanza, ha fatto parte della Under 21 di Raoul Albani con cui ha preso parte al torneo internazionale "Autunno di San Pietroburgo". Nel giugno 2013 il ct Roberto Menichelli lo convoca a uno stage della nazionale maggiore con cui esordisce nel duplice incontro amichevole contro il Vietnam. In quest'occasione mette a segno la sua prima rete con la maglia azzurra.

## Palmarès

### Competizioni nazionali
- Campionato di Serie B: 1

Aosta: 2011-12

### Competizioni giovanili
- Coppa Italia Under-21: 1

Asti: 2012-2013